# Compétence territoriale en droit québécois
La compétence territoriale (latin : ratione loci) détermine le tribunal devant être saisi d'une affaire en fonction de critères de localisation géographique (en règle générale, lieu du domicile du défendeur).
En droit québécois, pour déterminer si les tribunaux québécois sont compétents pour entendre un litige, il faut d'abord se demander si le litige comporte ou non un élément d'extranéité, au sens où l'entend l'arrêt Dell Computer Corp. de la Cour suprême du Canada. Un élément d'extranéité signifie qu'un aspect du litige a un quelconque rapport avec une juridiction étrangère.

## Avec élément d'extranéité
S'il y a un élément d'extranéité, on n'utilise pas le Code de procédure civile pour déterminer la compétence territoriale, on utilise plutôt les règles de droit international privé du Code civil du Québec. Dans le chapitre de droit international privé, l'art. 3134 C.c.Q. énonce le principe général que les autorités québécoises sont compétentes lorsque le défendeur a son domicile au Québec. L'art. 3136 C.c.Q. énonce que même si une autorité québécoise n'est pas compétente, il est possible de plaider que l'action a un lien suffisant avec le Québec lorsqu'il est impossible d'intenter une action à l'étranger.  
L'art. 3148 C.c.Q. est l'article le plus important du Code civil en matière de compétence territoriale. Il énonce les cas explicites où les autorités québécoises sont compétentes. Lorsque le défendeur a son domicile ou sa résidence au Québec; lorsque le défendeur est une personne morale qui n’est pas domiciliée au Québec mais y a un établissement et la contestation est relative à son activité au Québec; lorsqu'une faute a été commise au Québec, un préjudice y a été subi, un fait dommageable s’y est produit ou l’une des obligations découlant d’un contrat devait y être exécutée; lorsque les parties, par convention, leur ont soumis les litiges nés ou à naître entre elles à l’occasion d’un rapport de droit déterminé; lorsque le défendeur a reconnu leur compétence.
Le second alinéa de l'article 3148 C.c.Q. énonce que les tribunaux québécois ne sont pas compétents face à une clause d'élection de for ou à une clause d'arbitrage qui exclut clairement le recours au tribunaux judiciaires québécois (clause compromissoire). Dans l'arrêt Grecon Dimter, la Cour suprême du Canada dit à cet effet que le Code civil du Québec reconnaît la primauté de l'autonomie de la volonté des parties de faire ce choix.
Dans l'art. 3135 C.c.Q., on énonce la règle du forum non conveniens, ce qui signifie que les tribunaux québécois peuvent exceptionnellement décliner compétence si un tribunal étranger serait plus apte à juger le litige en question. L'arrêt Goldman c. Law Society of Upper Canada énonce onze critères à considérer pour le forum non conveniens. 
De plus, l'art. 3149 C.c.Q. énonce que les autorités québécoises sont compétentes pour connaître une action fondée sur un contrat de consommation ou sur un contrat de travail si le consommateur ou le travailleur a son domicile ou sa résidence au Québec ; on ne peut pas opposer la renonciation du consommateur ou du travailleur. L'art. 3150 C.c.Q. énonce que les autorités québécoises  ont également compétence pour décider de l’action fondée sur un contrat d’assurance lorsque le titulaire, l’assuré ou le bénéficiaire du contrat a son domicile ou sa résidence au Québec, lorsque le contrat porte sur un intérêt d’assurance qui y est situé.

## Sans élément d'extranéité
Lorsque le litige ne comporte aucun élément d'extranéité, il s'agit d'une affaire de régie interne seulement, d'après l'arrêt D. (P.) c. T.(M). On se réfère alors aux articles 41 à 48 du Code de procédure civile. 
L'art. 41 CPC énonce que la juridiction territorialement compétente est celle du lieu du domicile du défendeur. S'il n'a pas de domicile au Québec, la juridiction compétente est celle de sa résidence au Québec. S'agissant d'une personne morale, la juridiction compétente est celle où se trouve un de ses établissements. Si le défendeur n'a ni domicile, ni résidence au Québec, la juridiction compétente est celle où se trouvent ses biens. En principe, avoir seulement un compte de banque au Québec n'est pas suffisant pour que ce soit un cas de régie interne. 
L'art. 42 CPC indique qu'en matière contractuelle, le demandeur peut choisir la juridiction territoriale où le contrat a été conclu ; en matière extracontractuelle, la juridiction où le fait générateur de préjudice est survenu; lorsque l'objet de la demande est un bien immeuble, la juridiction où l'immeuble est situé. 
L'art. 43 CPC énonce qu'en matière de contrats d'adhésion, la juridiction compétente est celle du domicile ou de la résidence du salarié ou du consommateur. 
L'art. 44 CPC énonce que dans les affaires concernant d'intégrité, l'état ou la capacité de la personne, la juridiction compétente est celle du domicile ou de la résidence du mineur ou du majeur concerné par la demande.
En matière familiale, l'art. 45 CPC affirme que la juridiction compétente est le domicile commun des parties. En matière d'adoption, la juridiction compétente est celle du domicile de l'enfant mineur ou du demandeur. 
En matière de successions, l'art. 46 CPC prévoit que la juridiction compétente est celle du lieu où s'ouvre la succession. 
L'art. 47 CPC prévoit que les demandes incidentes doivent être portées devant la juridiction de la demande principale. 
À toute étape de l'instance, le juge peut ordonner le transfert du dossier pour des motifs sérieux, d'après l'art. 48 CPC.